# Нерпа (судоремонтный завод)
СРЗ «Нерпа» — судоремонтный завод, основное предприятие по ремонту и обслуживанию атомных подводных лодок Северного флота ВМФ России. Филиал АО «Центр судоремонта „Звёздочка“».
Градообразующее предприятие города Снежногорск Мурманской области.
В настоящее время одним из направлений деятельности завода является утилизация отслуживших срок эксплуатации АПЛ и другой транспортной техники.
Из-за вторжения России на Украину завод находится под санкциями всех стран Евросоюза и США.

## История завода

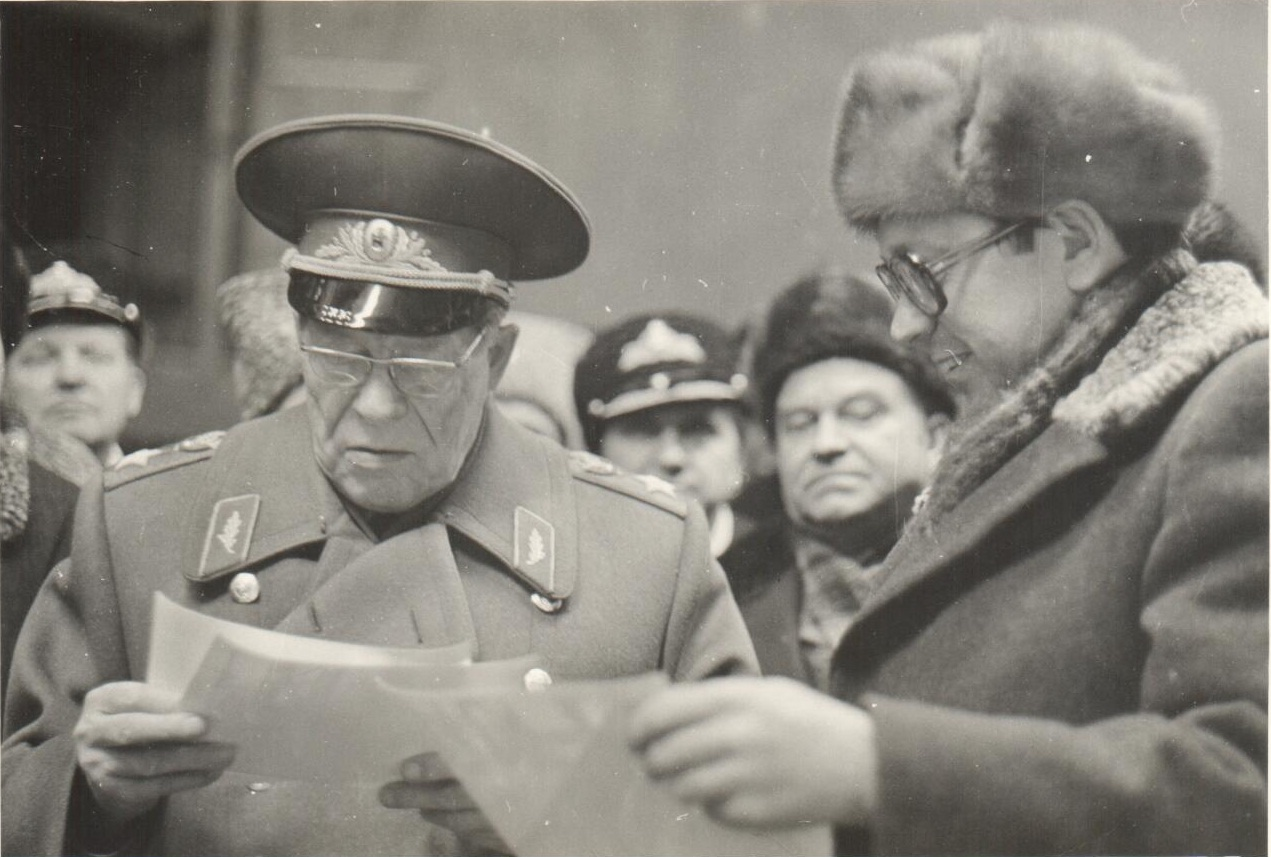
Министр обороны СССР Д. Ф. Устинов и В .В. Мурко на судоремонтном заводе «Нерпа». 1983 год

По мере увеличения на Северном флоте количества подводных лодок с ядерными энергетическими установками возникла необходимость круглогодичного ремонтно-профилактического обслуживания, и переоборудования их непосредственно в местах базирования.
С целью решения этой проблемы Правительством СССР 14.02.1964 года было принято решение о строительстве в незамерзающей бухте Кут (губа Оленья) Кольского залива Северной сдаточной базы, а 08.09.1964 — судоремонтного предприятия и посёлка судоремонтников (впоследствии г. Снежногорск). На эти цели государством выделялось 147,5 млн рублей.
Строительство велось силами рабочих, служащих и военных строителей Северовоенморстроя КСФ.
В 1966 году строящийся завод получил наименование СРЗ «Нерпа» и организационно включён в состав 1-го Главного Управления Минсудпрома СССР, а с сентября 1968 года — в состав вновь созданного 12 Главного Управления Минсудпрома СССР.
СРЗ «Нерпа» начал свою производственную деятельность в 1970 году.
С начала 1980 года завод полностью удовлетворяет потребности СФ в ремонте и переоснащении АПЛ определённых проектов.
Начиная с 1995 года завод активно занялся проблемами утилизации кораблей ВМФ с ядерными энергетическими установками.
Постановлением правительства РФ № 518 от 28.05.1998 г. Генеральным заказчиком и координатором работ по утилизации АПЛ, выведенных из боевого состава флота, определён Минатом РФ. В рамках настоящего постановления и международных программ заводом утилизировано более 80 кораблей и судов, более 10 ДПЛ, более 30 АПЛ.
В 2002—2003 годах на СРЗ «Нерпа» были проведены работы по утилизации первого советского атомного ракетоносца К-19 (печально известного как «Хиросима») и поднятой в 2002 году АПЛ К-141 «Курск».
В 2007 году СРЗ «Нерпа» был реорганизован в форме присоединения к ФГУП «Центр судоремонта „Звёздочка“» (ныне ОАО «Центр судоремонта «Звёздочка»). В настоящее время СРЗ «Нерпа» является филиалом ОАО «ЦС „Звёздочка“».

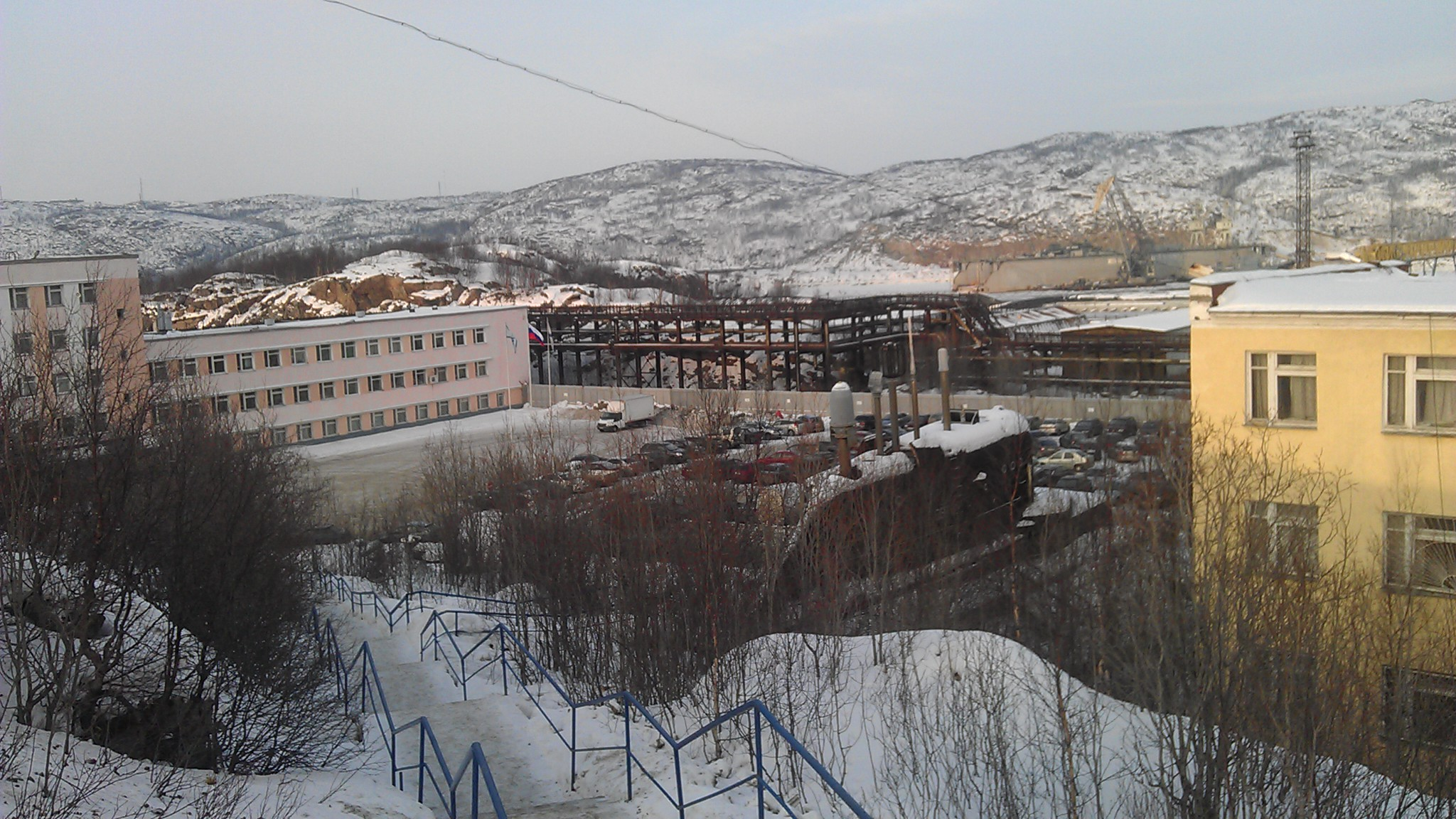
Спуск к проходной завода «Нерпа», рубка АПЛ Б-452 «Новгород Великий», 2012 год

С 1994 года по 2009 год на СРЗ «Нерпа» было утилизировано 40 атомных подводных лодок.

## Санкции
9 марта 2022 года, из-за вторжения России на Украину, завод был включен в санкционный список США
15 марта 2022 года завод попал в санкционные списки всех стран Евросоюза. Также завод включен в санкционные списки Украины и Японии

## Руководители предприятия
- Ирхин М. В.
- Вавилов А. Е.
- Мурко В. В.
- Величанский В. И.

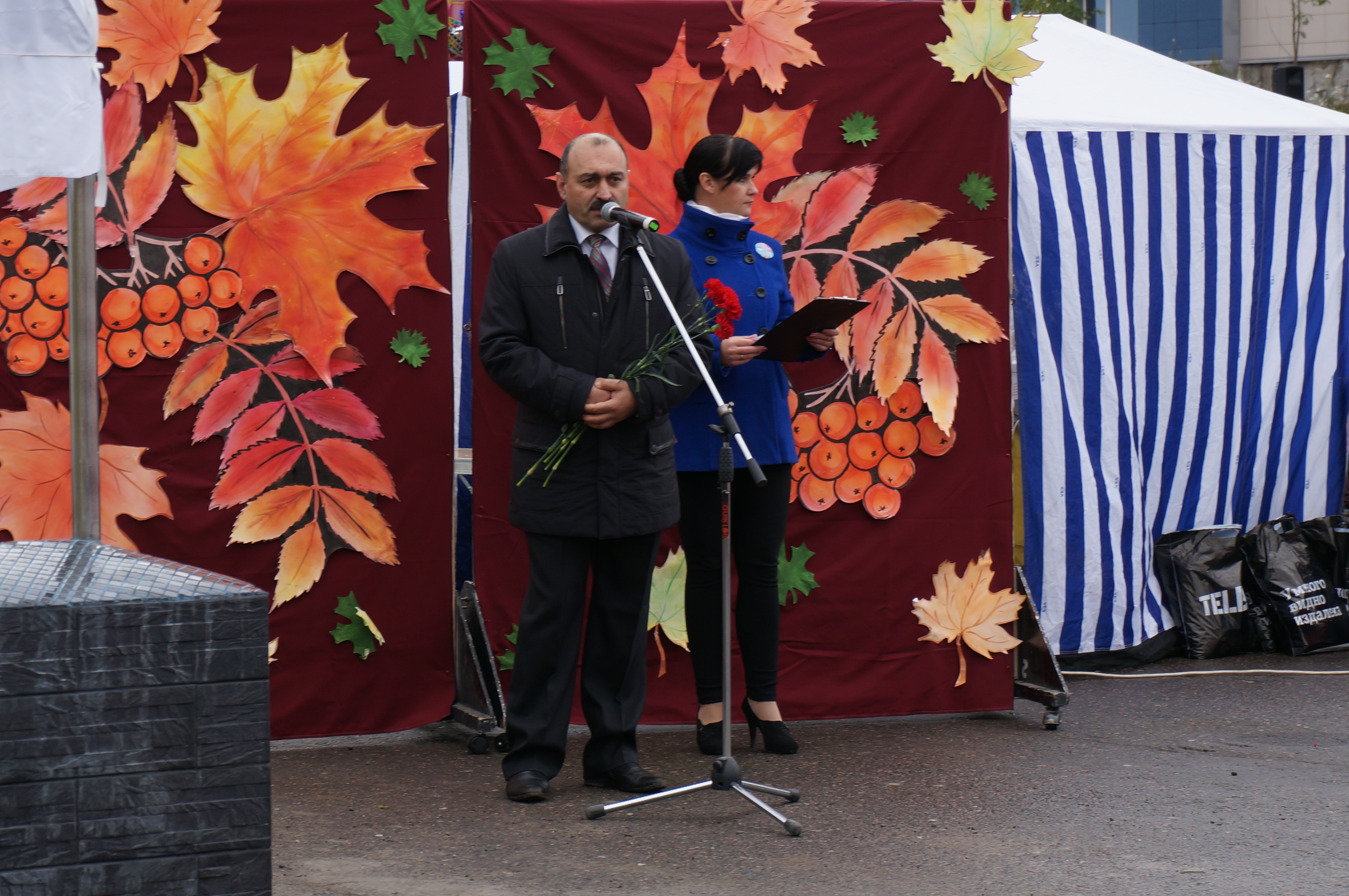
Директор СРЗ «Нерпа» А. А. Оганян в 2014 году

- 1989 — декабрь 2002 — Стеблин П. Г.
- с марта 2003 — по 2011 — Горбунов А. В.
- в 2013—2020 и. о. директора Оганян А. А.